# 圣索沃尔德卡鲁日
圣索沃尔德卡鲁日（法語：Saint-Sauveur-de-Carrouges，法語發音：[sɛ̃ sovœʁ də kaʁuʒ] ⓘ，意为“卡鲁日的圣索沃尔”）是法国奥恩省的一个市镇，属于阿朗松区。

## 地理
圣索沃尔德卡鲁日（48°35'9"N, 0°6'26"W）面积11.42 平方千米，位于法国诺曼底大区奧恩省，该省份为法国西北部内陆省份，北起顺时针与卡爾瓦多斯省、厄尔省、厄尔-卢瓦省、萨尔特省、马耶讷省和芒什省接壤。
与圣索沃尔德卡鲁日接壤的市镇（或旧市镇、城区）包括：布塞、卡鲁日、沙安、拉朗德德古、勒梅尼勒塞勒尔、圣玛格丽特-德卡鲁日。

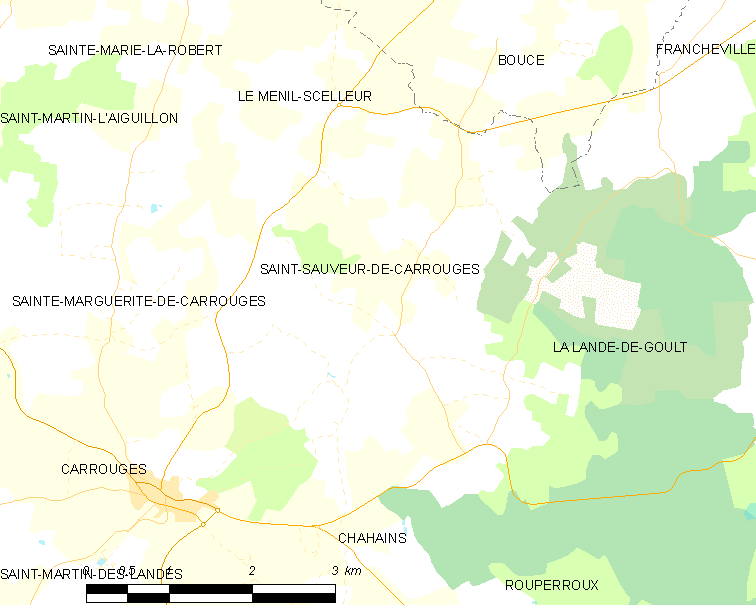
圣索沃尔德卡鲁日的OSM定位图

圣索沃尔德卡鲁日的时区为UTC+01:00、UTC+02:00（夏令时）。

## 行政
圣索沃尔德卡鲁日的邮政编码为61320，INSEE市镇编码为61453。

## 政治
圣索沃尔德卡鲁日所属的省级选区为马尼勒代塞尔县。

## 人口

1962-2008年间圣索沃尔德卡鲁日人口变化图示

圣索沃尔德卡鲁日于2022年1月1日时的人口数量为239人。